# 로마노스 3세
로마노스 3세 아르이로스(그리스어: Ρωμανός Γ΄ Αργυρός, 968년 – 1034년 4월 15일)는 1028년부터 1034년 4월까지 동로마 황제였다.

## 생애
로마노스는 전통적인 콘스탄티노폴리스의 귀족 가문 출신이었다. 로마노스 1세 황제와 관련있는 먼 치척이 되는 그는 원로원이자 수도행정장관, 하기아 소피아 관리자였다. 1028년 콘스탄티노스 8세가 남자 후계없이 죽자 상속권이 있는 딸 조이를 결혼시켜야 했는데 조이는 로마노스를 선택했다. 당시 로마노스는 이미 결혼한 몸이었기 때문에 아내 엘레니와는 강제로 이혼당하고 11월 12일 황제의 자리에 올랐다.

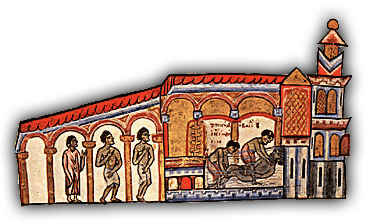
목욕탕에서 죽음을 당하는 로마누스

동시대 비잔티움 역사가인 미카일 프셀루스에 따르면 로마노스는 문학에 소양이 있고 기품과 위엄있는 당당한 위품을 가진 사람이었지만 지나친 자신감에 사로잡혀있었다고 한다. 황제가 된 이후 그는 마르쿠스 아우렐리우스 같은 "철인(哲人) 황제"가 되길 꿈궜고 자신만의 왕조를 창건하기 위해 조이와 함께 후사를 낳으려고 애썼지만 결국 실패했다.
1030년 로마노스는 장군들의 반대에도 불구하고 알레포의 아미르를 정벌하러 원정을 떠났으나 실패하고 말았다. 그러나 안티오키아 북쪽에서 요르요스 마니아케스 장군은 승리를 거두었고 1032년에는 에데사를 제국의 영토에 편입시키는 전과를 이루었다.
원정에서 돌아온 로마노스는 국정에 전념했는데 그조차도 별로 신통치 않았다. 초기에는 관대한 조치로 백성의 인기를 얻었으나 점차 권문세족의 권력에 휘둘렸고 소규모 자영농의 궁핍한 생활을 계속 심화되었다. 그는 또한 낭비가 심한 교회건축에 열심을 냈기 때문에 빈축을 샀다.
한편 황후 조이는 1033년 미하일이라는 10대 젊은이를 만나 사랑에 빠졌고 공공연히 애인으로 삼았다. 로마노스는 조이와 미하일의 관계를 의심하면서도 조치를 치하지 않았는데 그 무렵 로마노스는 걸어다닐 수 없을 정도로 건강이 안 좋아졌다. 당시 콘스탄티노폴리스에서는 황후 조이와 애인 미하일이 황제에게 독을 먹인다는 소문이 나돌 정도였다.
1034년 부활절 전 성 금요일 로마노스는 목욕탕에서 의문의 죽음을 맞았다. 일설에는 목욕탕에서 교살당한 것이라고도 하고 익사했다고도 한다. 로마노스가 죽은 그 날 조이는 미하일과 결혼하였고 제위는 미하일에게 돌아갔다.
| 전임 콘스탄티노스 8세 (1025 -1028) | 동로마 제국의 황제 1028년 - 1034년 | 후임 미하일 4세 (1034 - 1041) |

## 같이 보기
- 동로마 황제